# Jox Reuss

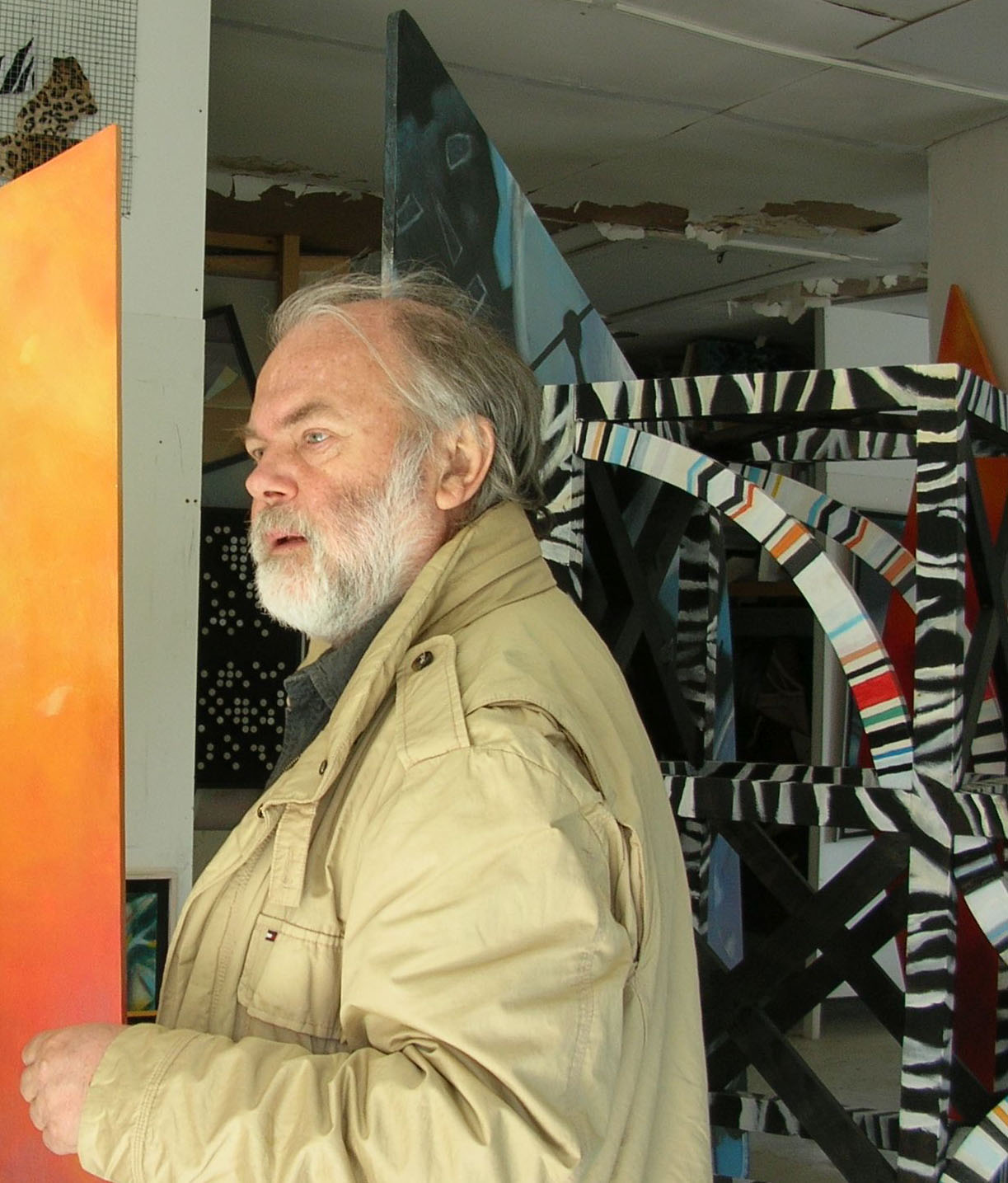
Jox Reuss im Atelier (2012)

Jox Reuss (* 9. August 1941 in Oberglogau, Oberschlesien) ist ein deutscher Maler und Bildhauer. Sein künstlerisches Motto: „Ich habe nicht die Absicht, die Wirklichkeit zu verfremden. Ich will das Fremde verwirklichen“.

## Leben
Hans Jürgen Reuss wurde in Oberglogau, Oberschlesien, geboren. Auf der Flucht vor der heranrückenden Sowjetarmee gelangte die Familie zu Verwandten nach Nordhausen/Harz. Der Junge wurde bei schweren Luftangriffen auf Nordhausen am 3. und 4. April 1945 mehrfach bombardiert, verschüttet, dadurch traumatisiert und in Todesangst versetzt. Mit den ausgebombten Einwohnern der fast völlig zerstörten Stadt wurde er in die Stollen der unterirdischen Anlage des Konzentrationslagers Mittelbau Dora im Kohnstein eingewiesen. Die weitere Flucht nach Westen führte die Familie nach Friedberg/Hessen. Jox Reuss wuchs in der Burg Friedberg auf, in einem Haus seines Onkels E. Robert Niederhoff, einem Studienrat und Schriftsteller. Er weckte in ihm während der Schulzeit die Begeisterung für die bildende Kunst. 1959 Studium an der Staatsbauschule Frankfurt, Fach Hochbau und ab 1961 Studium an der Staatlichen Hochschule für bildende Künste (Städel) in Frankfurt. Zunächst war er in der Klasse für Malerei bei Albert Burkart (in der auch Hermann Goepfert studierte) und bei Johannes Schreiter in der Klasse für monumentale Malerei.
1961 lernte er in der Friedberger Burg Fritz Usinger kennen. Der war für den jungen Künstler Förderer, Mäzen und Sammler und bestärkte ihn in seinem künstlerischen Streben. In einer Widmung 1977 schrieb Fritz Usinger: „Jürgen Reuss, dem Mitschöpfer einer neuen Welt.“

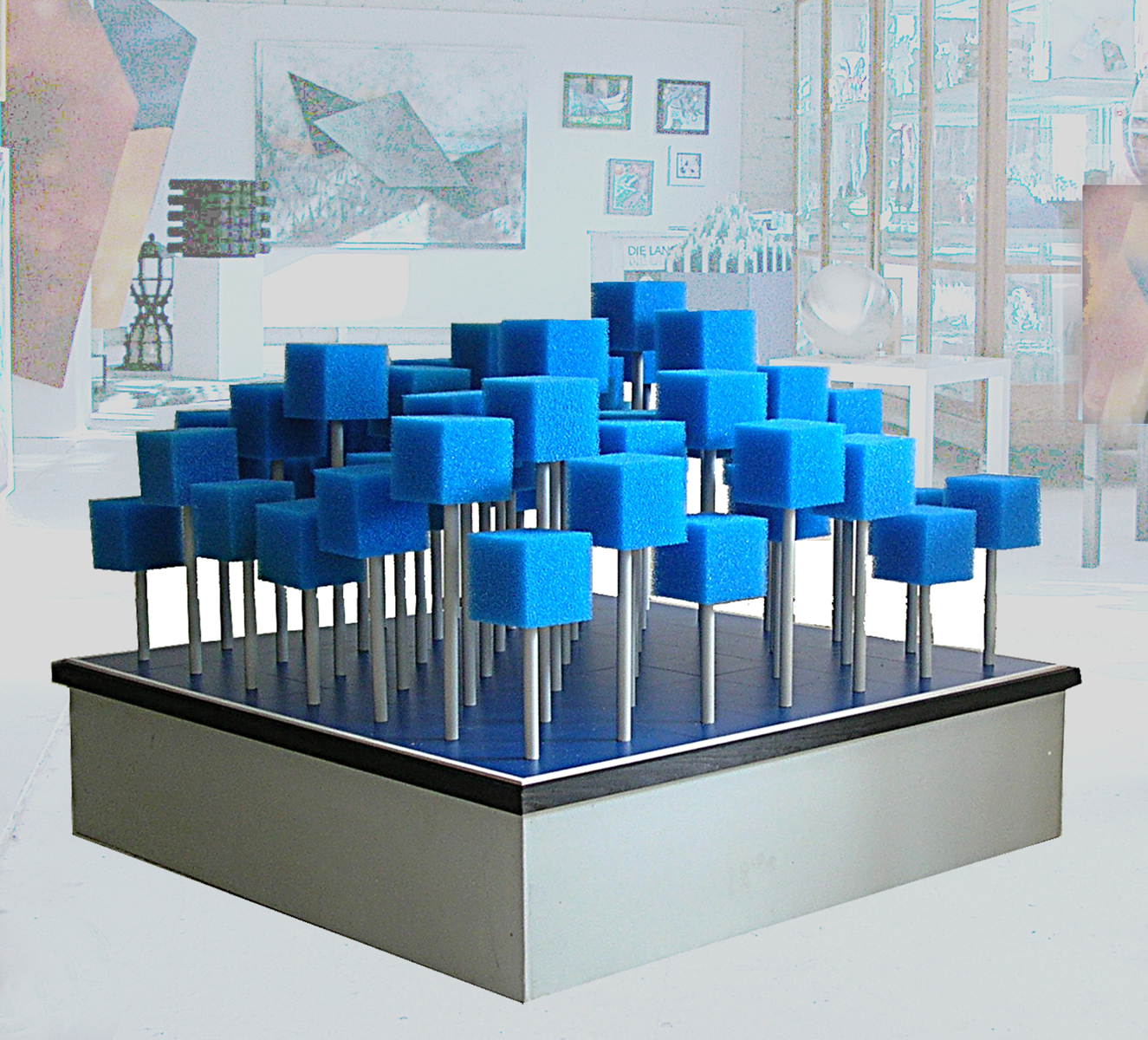
Blaues Feld siebenmalsieben, 2014

Seit 1964 ist Jox Reuss freischaffend mit verschiedenen Ateliers in Bad Nauheim und seit 1976 in Friedberg-Ockstadt. Ab 1976 führten Expeditionen durch die Sahara unter anderem nach Tunesien, Algerien, Niger, Mali, Mauretanien, Senegal und Libyen. Der zentnerweise mitgebrachte farbige Sand wurde in Sandobjekten verwendet. Sandbeschaffung zur Erweiterung der Farbskala führte er zu den Vulkanen Europas (Stromboli, Vulkano, Ätna, Vesuv, Phlägräische Felder). Ausstellungen hatte er in Deutschland, England, Belgien und in Frankreich. Im Jahr 2000 Bronzemedaille für Malerei beim Herbstsalon der Sociéte des Artistes Francais im Grand Palais, Paris. Seit 2004 ist er Assoziiertes Mitglied (M.A.) der Société  des Artistes Francais. Jox Reuss erhielt 2004 den mit 5000 € dotierten Wetterauer Kulturpreis.

## Künstlerischer Weg
Zu Beginn seiner künstlerischen Tätigkeit hatte Jox Reuss wenig Beziehung zum Tafelbild alten Stils. Seine Arbeiten bewegten sich immer zwischen Collagen, Materialbildern und Reliefs und traten schließlich in den Raum hinaus, um Plastik zu werden. So entstanden z. B. Plastiken wie ein 'Ball aus Bällen', eine 'Kugel aus Kugeln', ein 'Würfel aus Würfeln', 'Stelenfelder' und Kugelfelder, Plattenbäume und Eisenbuketts. Seinen plastischen Arbeiten liegt das Prinzip von 'Gitter' und 'Raster' als einem charakteristischen Merkmal des 20. und 21. Jahrhunderts zugrunde, ebenso wie die massenhafte Anfertigung industrieller Teile. Jox Reuss bezieht diese Zeichen der Zeit mit ein, um Raster und Gitter in freien Formen künstlerisch-spielerisch zu überwinden. Die aus normierter Produktion stammenden Teile werden zu neuen Formen zusammengefügt um somit eine größere, individuell geformte 'Gemeinschaft' zu bilden. Das versteht er auch im soziologischen Sinne.

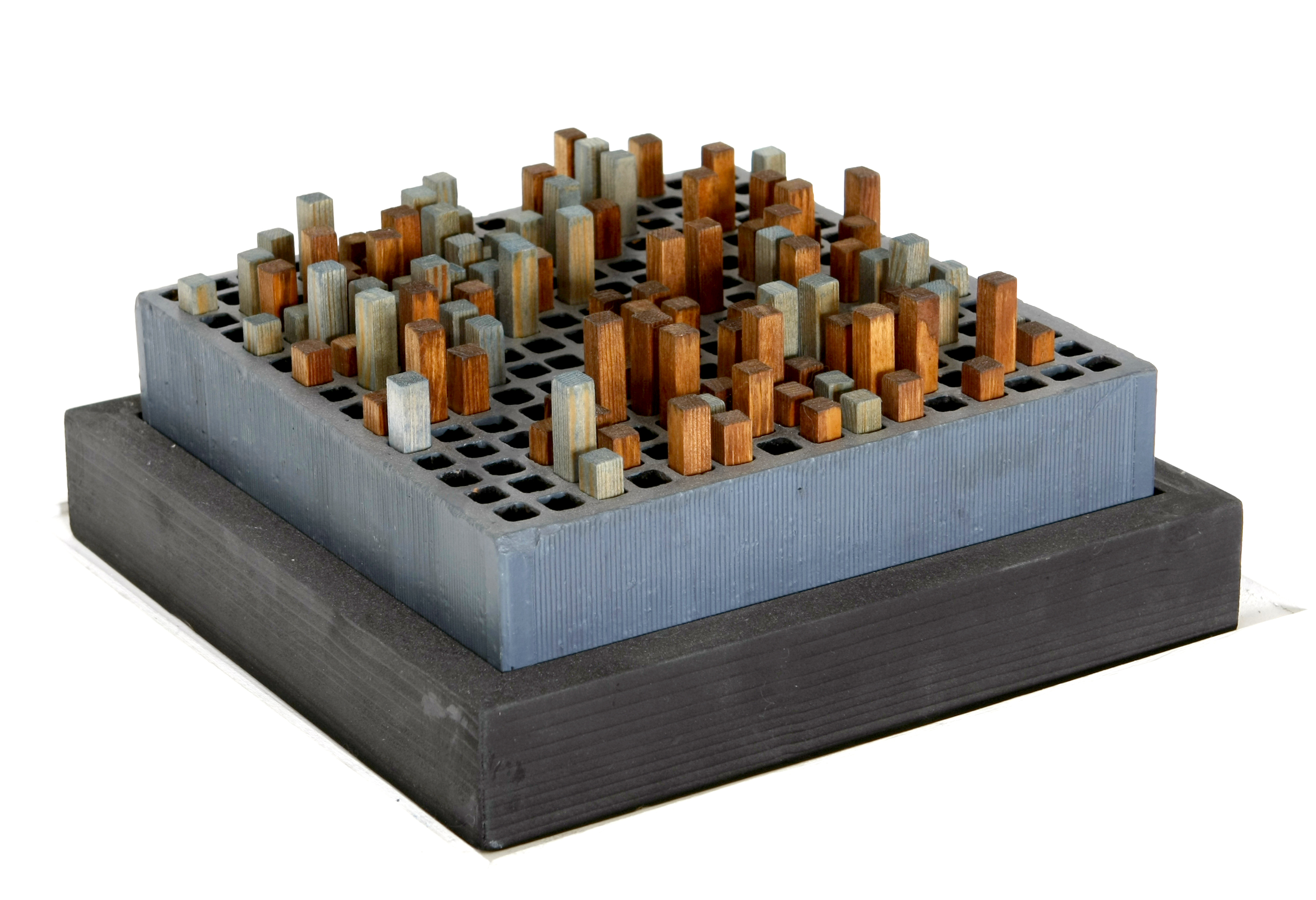
Manhattan, Steckobjekt, 1964

Zitat Fritz Usinger: „Die künstlerischen Gebilde von Jox Reuss sind Konkreta eigener Art, welche die vorhandene, konkrete Welt nicht abbilden oder imitieren, sondern sie um einige neue Konkreta bereichern wollen. Diese Ding-Gebilde haben keinen psychologischen Bezug auf den Künstler, der sie schuf. Sie sind ganz für sich da und führen eine losgelöste, eigene Existenz. Daher mag auch jene sachliche Heiterkeit rühren, die ihnen eigen ist.“

An diesen Raumgebilden gibt es immer etwas zu drehen, zu verändern, anzustoßen und umzuformen, sodass andere Menschen aktiv mit einbezogen werden. 

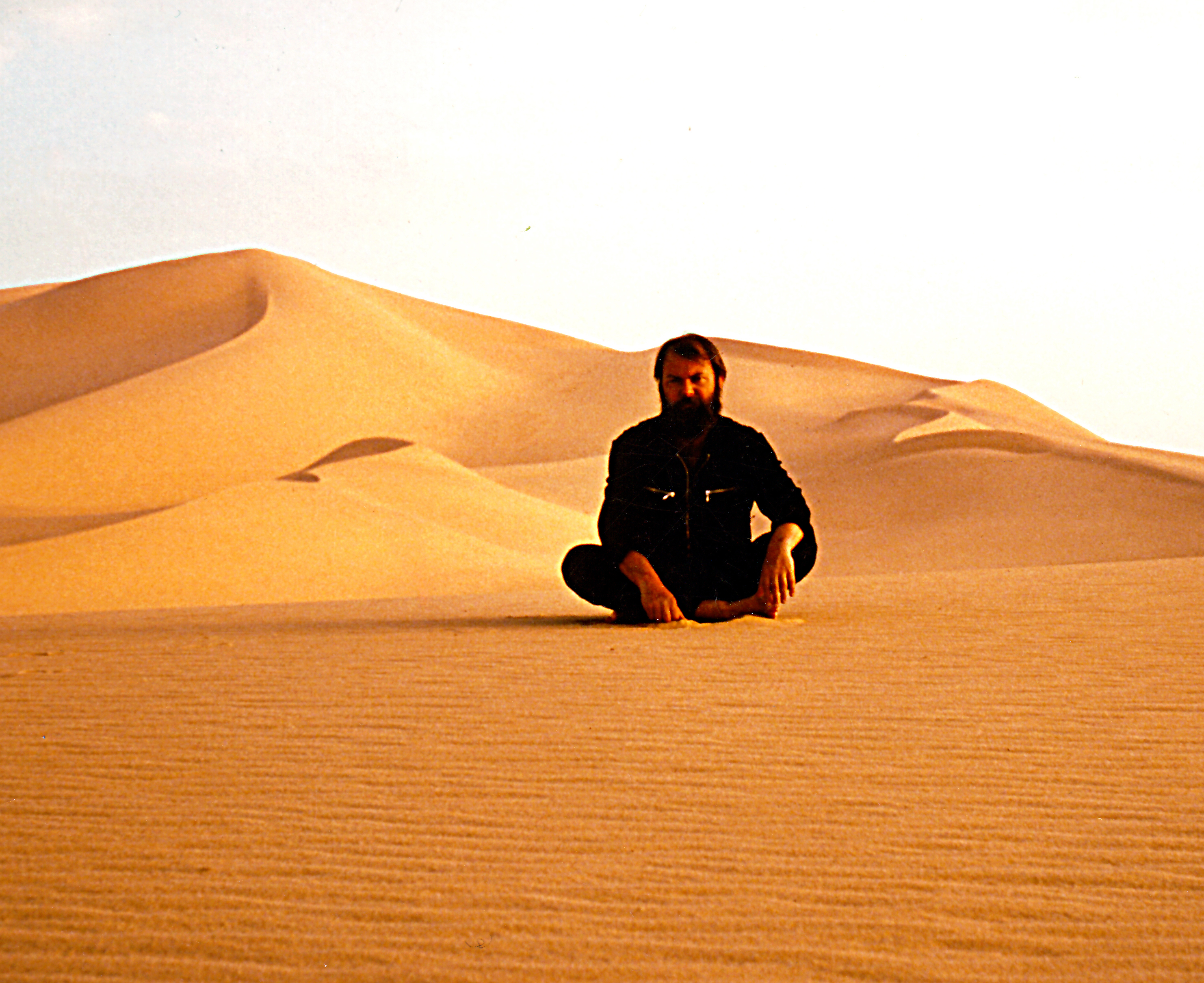
Jox Reuss in der Ténéré, 1976

Im Jahre 1976 nahm Jox Reuss an einer Expedition durch die Ténéré im Niger teil. Diese Begegnung mit der Wüste Sahara war einschneidend. Die Eigenschaft des Sandes, sich in den Dünen zu verwandeln und sich immer wieder neu zu formen, war für Jox Reuss faszinierend und bildete den Kerngedanken der beweglichen Sandobjekte. In Bildern und Objekten wird der Sand als fließende Farbe eingesetzt, durch Drehung werden bemalte Flächen verdeckt oder freigegeben.
In der Laudatio zur Verleihung des Wetterauer Kulturpreises sagte die Journalistin Hedwig Rohde: „Vollendete Meisterwerke sind diese Sandbilder und doch gleichsam unfertig. Exakte Berechnungen, die Kenntnis des Gefälles der Dünen, mathematisch-physikalische Gesetzmäßigkeiten, aber auch die so stark empfundene, von der Wüste ausgehende Faszination ebenso wie der spielerische Effekt, alles addiert sich, wird auf wenigen -zig Quadratzentimetern konzentriert: Das Bild ist ein Fenster hinaus auf eine fremde, eine sich ständig verändernde, eine veränderbare Welt, eine Welt, die verändert werden kann und soll.“

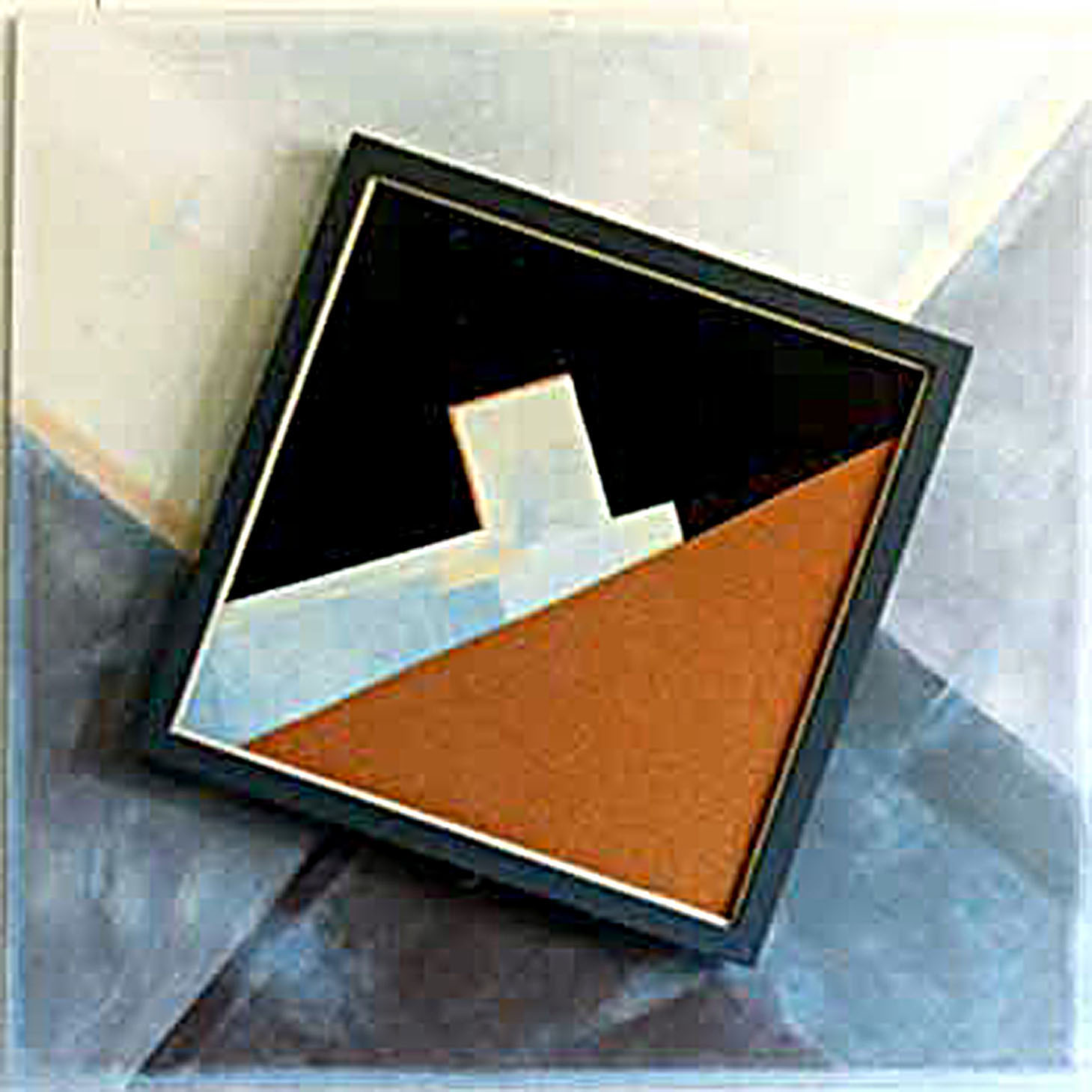
Pizza umbra, 1988

Das Bewegen und Verändern von Bildern und Objekten kommt auch an Tafelbildern und Plastiken zur Anwendung. Zitat aus der Eröffnungsrede der Ausstellung 'Fremde Wirklichkeiten 2010' des Kunsthistorikers Andreas Ay: „Wie in der Natur nichts still steht und einer steten Metamorphose, einer dynamischen Wandlung unterworfen ist, so steht auch in der Kunst von Reuss in wörtlichem Sinne nichts still. ..... Die Bereiche Kunst und Natur zusammen denken und in Kunstwerke umsetzten zu können, verlangt neben der Beweglichkeit des Geistes, den Mut zur Veränderung. Bemalte Tafeln und Plastiken, bei denen der Betrachter Form- und Farbflächen nach Belieben variieren kann, sorgen für dynamische Veränderungen des Farbklangs und der Komposition.“
Im Katalog zur Ausstellung WelTRAUMflug 2009 schreibt Friedhelm Häring: „Tatsächlich ist Reuss ein „Mit-Schöpfer einer neuen Welt“ von anderer Wirklichkeit....Das Angenehme an der Kunst von Jox Reuss ist das Suchen, das Erkennen, der Widerspruch, der Zweifel und das Aufbrechen. Daraus wachsen seine Visionen. Viele seiner Modelle lassen sich ins Große übertragen und könnten ganze Landschaften und Städte verändern. Groß und klein sind keine Eigenschaften. Die Kunst von Jox Reuss sprengt die Proportionen, Traum und Welt und Flug verhindern die Festsetzungen, das Starre. Seine Kunst ist beweglich, bewegend.“

## Ausstellungen (Einzelausstellungen und Beteiligungen)

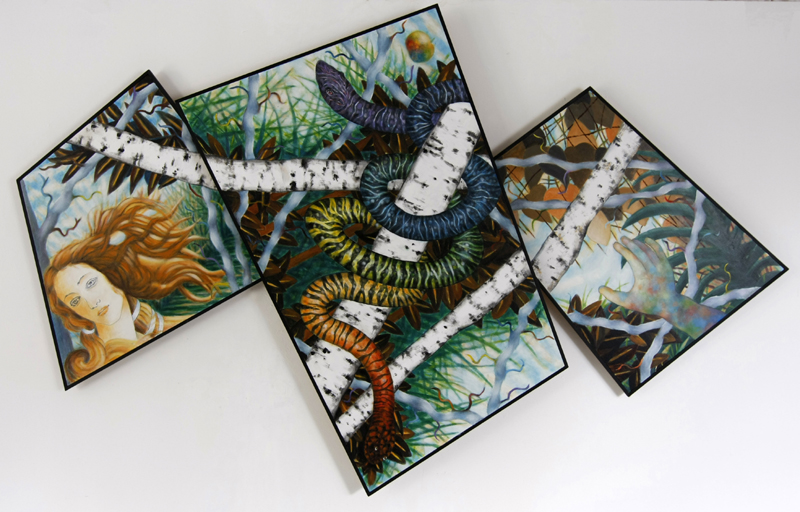
Die Geburt der Malerei, 2002

- Die Geburt der Malerei, 20021963 Albert Burkart und seine Schüler, Städel Frankfurt[12]
- 1965 X in Aachen
- 1967, 1. Kunst-Symposion, Bad Nauheim
- 1967 Galerie 66, Hofheim[13] [Einzelausstellung (EA)]
- 1967 Studentengalerie Neue Pforte, Aachen; (EA)
- 1968 Speeltijd-Plus in Brügge, Belgien[14]
- 1968 Plastik in Hessen, Frankfurt[15]
- 1968 Galerie Disque Rouge, Brüssel, Belgien
- 1969 Galerie Plus-Kern, Gent, Belgien
- 1974 Junge Kunst in Hessen, Frankfurt
- 1980 Karmeliterkloster, Frankfurt; (EA)
- 1981 Gastkünstler im WDR bei Jean Pütz
- 1981 Galerie Beck, München
- 1982 Galerie Kirchbaum, Königstein; (EA)
- 1982 Afrika-Galerie, Dornholzhausen; (EA)

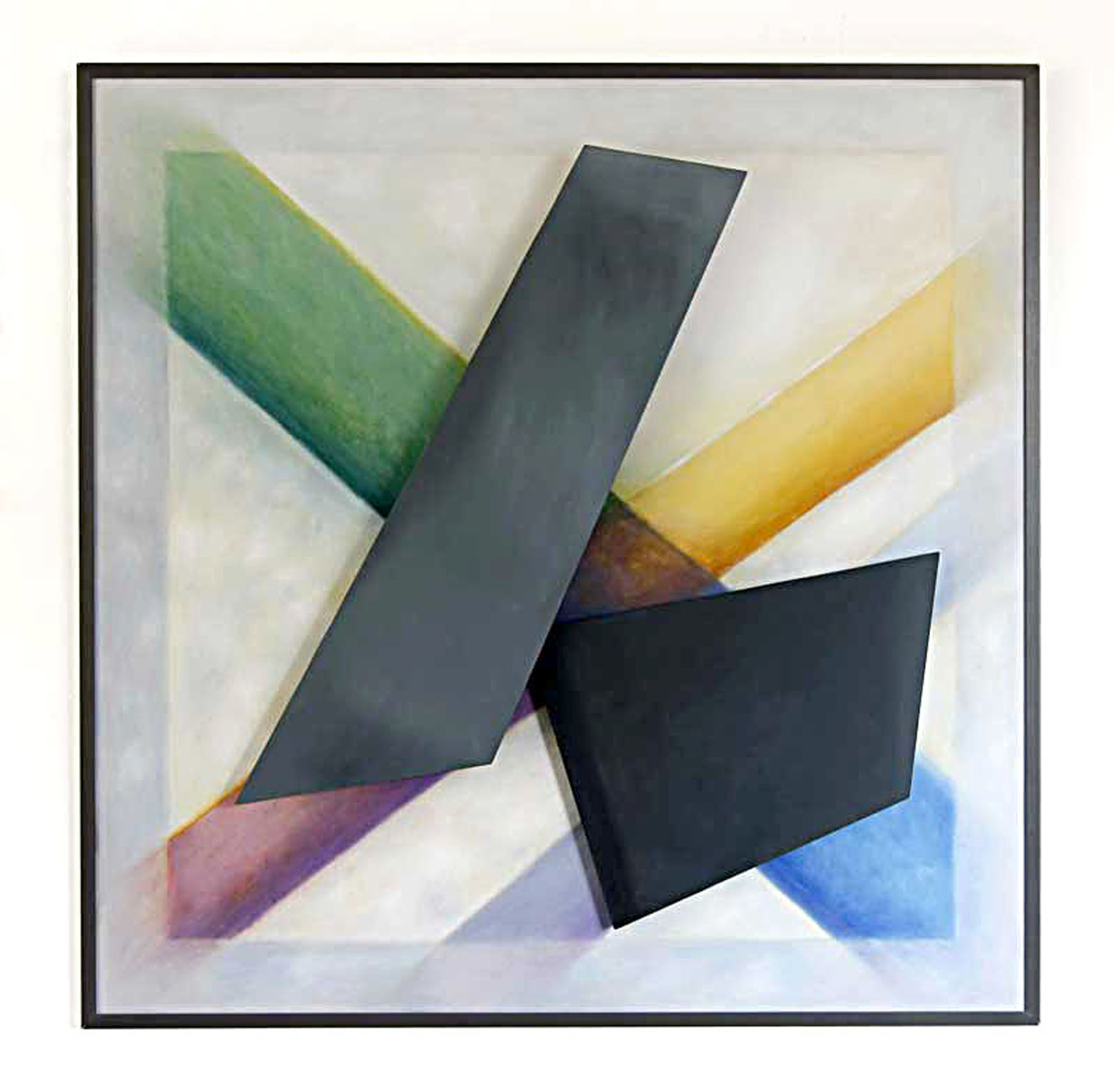
Der Ritter von der heiteren Gestalt, 1992

- Der Ritter von der heiteren Gestalt, 19921981 Galerie Margelik, München; Graphik-Berr, München
- 1983 Sand-Art, Bad Nauheim; (EA)
- 1985 mit Beck im Trump-Tower, New York
- 1984 Galerie auf dem Lande, Taching; (EA)
- 1985 Stadtgalerie Brügge-Oostkamp, Belgien; (EA)
- 1985 art+design, Hildesheim; (EA)
- 1986 Museum and Art Gallery, Buxton, England; (EA)
- 1986 Derbyshire Museums, England[16] (EA)
- 1987 Wetteraumuseum, Kunstverein Friedberg[17] (EA)
- 1995 Alte Bibliothek, Chaumont, Frankreich[18] (EA)
- 1995 Alter Bahnhof, Kunstkreis Rosbach; (EA)
- 1996 Kunst im/am Fass, Hattenheim; (EA)
- 1998 Neue Galerie, Bad Nauheim; (EA)
- Le Salon 2000, Paris (Bronzemedaille)

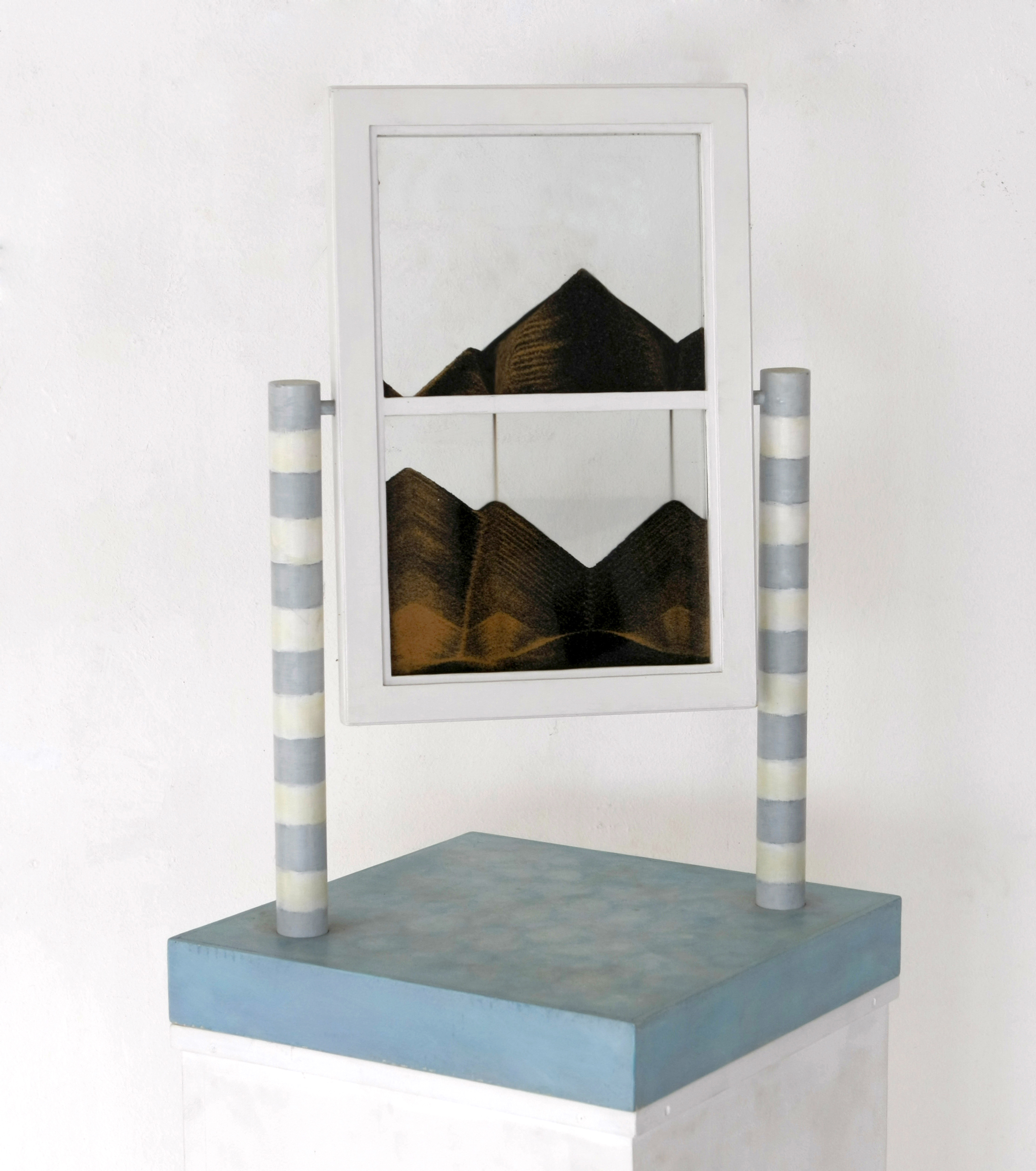
Ägyptischer Spiegel, 1996 Oberhessisches Museum Gießen

- Ägyptischer Spiegel, 1996 Oberhessisches Museum Gießen2001 Eureka College du Futur, Troyes[19] (EA)
- 2001 Festival der zeitgenössischen Kunst, Calvi, Korsika[20]
- 2002 Galerie Art Present, rue Quincampoix, Paris; (EA)
- 2009 Salon d’automne International, Lunéville, Nancy[21]
- Kulturpreis 2004, Kreishaus, Friedberg[22] (EA)
- 2006 Kerckhoffinstitut – Empfangshalle, Bad Nauheim[23]  (EA)
- 2009 Oberhessisches Museum, Gießen[24] (EA)
- 2010 Städtische Galerie Trinkkuranlage Bad Nauheim[25] (EA)
- 2013 Foyer der Badischen Landesbibliothek, Karlsruhe[26]
- 2014 Kunstverein Bad Nauheim
- Unregelmäßige Teilnahme an den Salons 'Art en Capital' im Grand Palais, Paris, von 2000 bis heute.

## Auszeichnungen
- Le Salon 2000, Bronzemedaille (section peinture) Grand Palais Paris
- Wetterauer Kulturpreis 2004

## Werke im öffentlichen Raum
- Plastik an der Stadthalle Friedberg, Hessen

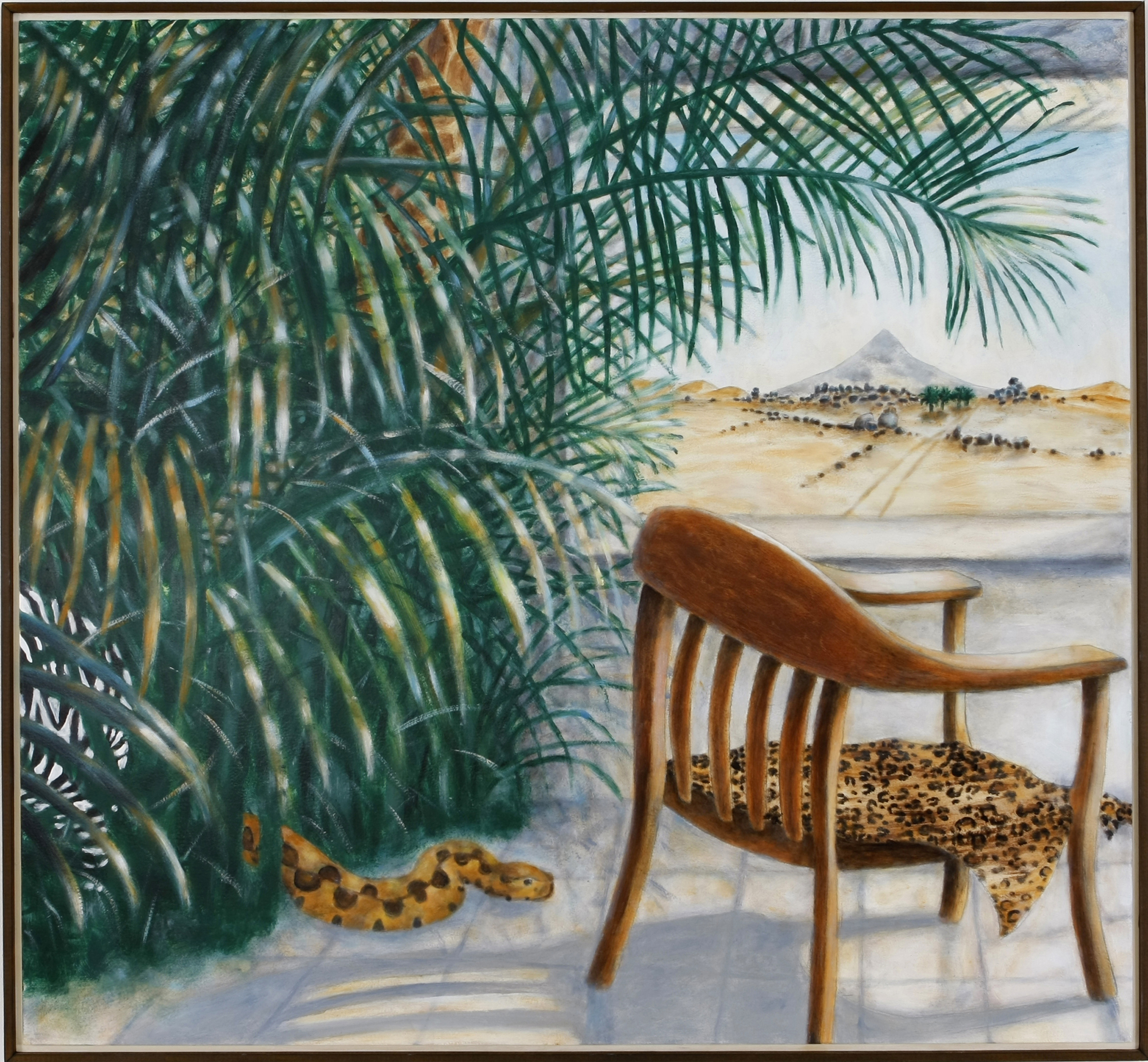
Ich habe ein Haus in Afrika, 2009 Oberhessisches Museum Gießen

- Ich habe ein Haus in Afrika, 2009 Oberhessisches Museum GießenKugelplastik am Kindergarten Dortelweil
- Plattenfeld am Kindergarten Rockenberg
- Wandgestaltung Sandbilder im BBW Südhessen
- Drehbares Wandrelief in der Wilhelmskirche Bad Nauheim
- Wandgestaltung „Eurobjekt“ in der Volksbank Mittelhessen, Goethestraße, Gießen
- Jox Reuss „Schwert und Schild“, bei Limeshain-Rommelhausen
- „Kleines Marsfeld“ im Kurpark Bad Nauheim
- Jox Reuss „Kugelsonne“ am Niddaradweg bei Assenheim/Niddatal

## Werke in öffentlichen Sammlungen
- Sammlung Moderner Kunst von Fritz Usinger
- Im Wetteraumuseum, Friedberg

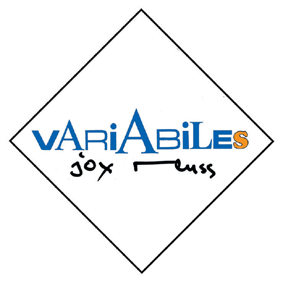
Homepage Jox Reuss: variabiles

- Homepage Jox Reuss: variabilesGemäldegalerie Oberhessisches Museum, Gießen
- Städtische Sammlung, Bad Nauheim
- Kunstsammlung des Wetteraukreises